# Dichaetomyia coerulea
Dichaetomyia coerulea este o specie de muște din genul Dichaetomyia, familia Muscidae. A fost descrisă pentru prima dată de Jacques-Marie-Frangile Bigot în anul 1860.
Este endemică în Madagascar. Conform Catalogue of Life specia Dichaetomyia coerulea nu are subspecii cunoscute.